# Ischnocampa
Ischnocampa är ett släkte av fjärilar. Ischnocampa ingår i familjen björnspinnare.

## Dottertaxa tillIschnocampa, i alfabetisk ordning[1]
- Ischnocampa achrosis
- Ischnocampa admeta
- Ischnocampa affinis
- Ischnocampa albiceps
- Ischnocampa angulosa
- Ischnocampa barbata
- Ischnocampa birchelli
- Ischnocampa brunneitincta
- Ischnocampa celer
- Ischnocampa discopuncta
- Ischnocampa dolens
- Ischnocampa ferrea
- Ischnocampa floccosa
- Ischnocampa griseola
- Ischnocampa hemihyala
- Ischnocampa huigra
- Ischnocampa ignava
- Ischnocampa insitivum
- Ischnocampa lithosioides
- Ischnocampa lugubris
- Ischnocampa mamona
- Ischnocampa mundator
- Ischnocampa nubilosa
- Ischnocampa obscurata
- Ischnocampa perirrorata
- Ischnocampa pseudomathani
- Ischnocampa remissa
- Ischnocampa rubrosignata
- Ischnocampa sordida
- Ischnocampa sordidior
- Ischnocampa styx
- Ischnocampa tolimensis
- Ischnocampa tovia
- Ischnocampa tristis